# 中國穆斯林網
中國穆斯林網（Chinese Muslim Networks，Chinese Muslim Net），簡稱中穆網，是一家於2003年10月建立、目前已關閉的中國穆斯林社交網站。該網站曾經在中國大陸的穆斯林群體中擁有較大的影響力，但自2016年12月起突然進入關閉狀態。儘管網站負責人稱網站關停是「技術性問題」，但一般分析認爲該網站因在2016年12月登載了抨擊中國共產黨中央委員會總書記習近平的公開信被強制關停。有分析指出，該網站長期站在伊斯蘭教的角度發出與中國共產黨當局政策相悖的觀點（比如該網站曾經有內容稱「無神論是道德敗壞的根源，另外，部分該網站的穆斯林網民反對新疆禁止戴頭巾的命令），因而被封禁。

## 簡介
該網站的主要用戶係中國大陸的穆斯林，討論話題主要是宗教生活、教義探討等。中穆網在中國大陸穆斯林群體中擁有較強影響力，但批評者以及部分中華人民共和國政府官員認爲該網站傳播宗教激進思想，部分較激進的批評者甚至會公開與中穆網上的穆斯林網民進行論戰。中穆網的突然關閉也受到了這部分人群的歡迎。